# Josefs-Brauerei
Die JOSEFS Brauerei ist eine behindertengerechte Brauerei in Bad Lippspringe.

## Geschichte
Die JOSEFS Brauerei wurde im August 2000 als Integrationsfirma im Rahmen der Werkstatt für behinderte Menschen des Josefsheims Bigge gegründet. Damit ist sie die erste behindertengerechte Firma zur Getränkeherstellung in Europa. Das Gesicht von Heinrich Sommer ziert das Logo der Brauerei. Im Juli 2004 wurde diese Integrationsfirma als eigenständige Firma ausgegliedert und firmierte unter Josefs-Brauerei gGmbH. Ab 1. Januar 2012 firmierte sie unter dem Namen duplio gGmbH / JOSEFS Brauerei. Ende 2020 wurde die Josefs-Brauerei durch ein Investorenteam aus dem Kreis Paderborn übernommen und als Josefs Bräu Produktions gGmbh weitergeführt. Der Firmenstandort wurde dazu von Bigge (Olsberg) nach Bad Lippspringe verlegt. Das Ziel ist, die Idee der Inklusionsbrauerei weiterzuverfolgen, durch eine vergrößerte Kapazität aber auch finanziell auf eigenen Beinen stehen zu können.
Wegen der schlechten Umsatzzahlen sollte die Josefs-Brauerei aufgelöst werden. Im April 2020 wurde bekannt, dass im Mai 2020 die letzten Getränke dort abgefüllt werden sollten. Der Vertrieb sollte bis November 2020 laufen. Danach sollten die Mitarbeiter in der Werkstatt für behinderte Menschen arbeiten. Die Brauerei hat inzwischen neue Eigentümer aus Bad Lippspringe. Dort braut der inklusive Betrieb seit Sommer 2021 wieder. Die bisherigen Beschäftigten erhielten ein Übernahmeangebot.

## Idee

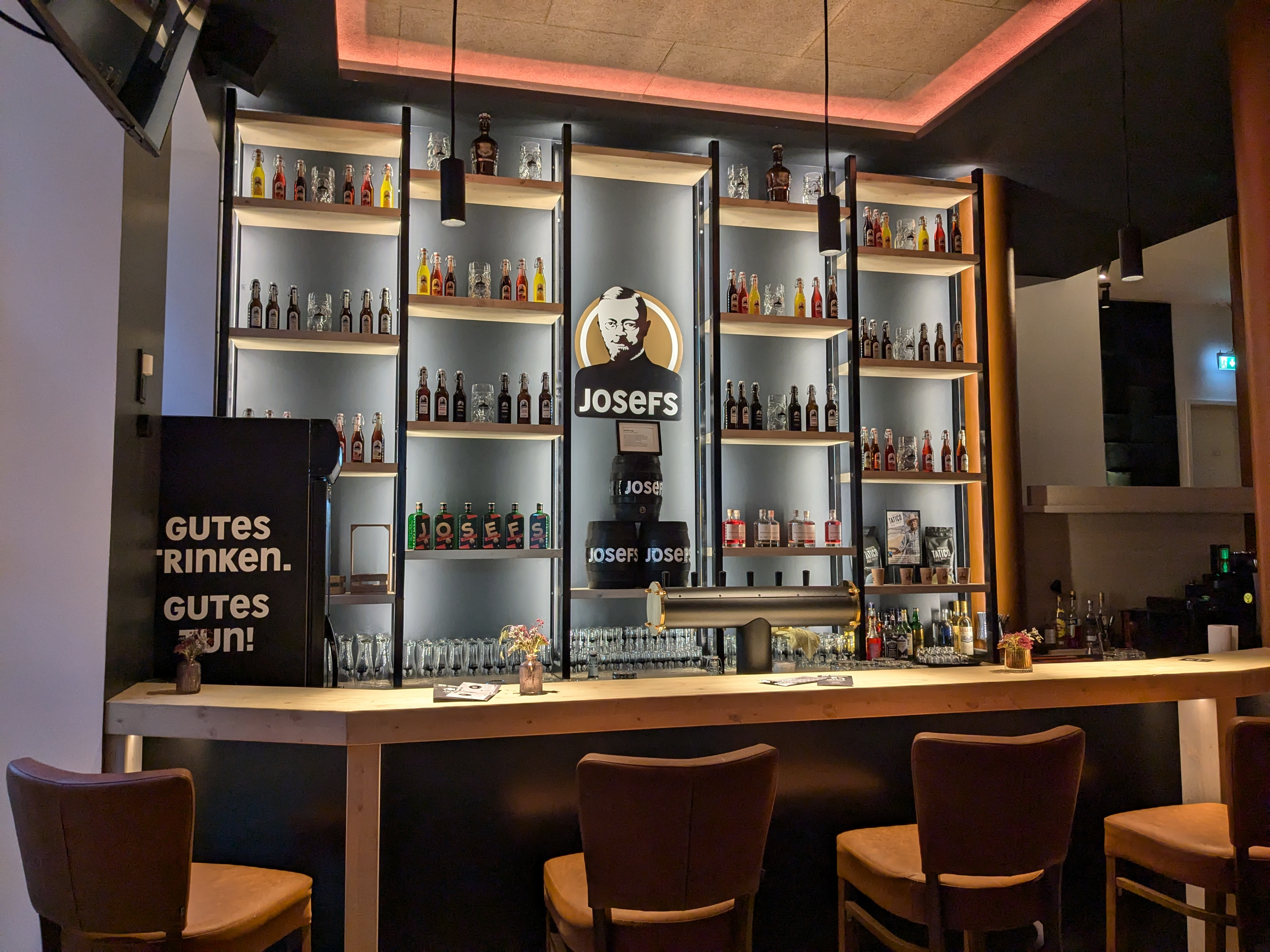
Kneipe der JOSEFS Brauerei in der Heiersstraße in Paderborn

In der JOSEFS Brauerei werden Arbeitsplätze für Menschen mit Behinderung geschaffen. Alle Arbeitsplätze sind sozialversicherungspflichtig und gehören damit zum ersten Arbeitsmarkt. Nach einer Qualifizierungsphase bietet die JOSEFS Brauerei ihren Mitarbeitern die Möglichkeit einer festen Tätigkeit unter realen Marktbedingungen.
Die Maschinen und Anlagen in der Brauerei und der Abfüllung sind für Menschen mit Behinderung eingerichtet und boten somit barrierefreie Arbeitsplätze. Anders als in der Werkstatt für behinderte Menschen erhielten die Angestellten der JOSEFS Brauerei ihre Arbeitsplätze durch eigene Leistung.
Im August 2024 eröffnete die Brauerei eine Kneipe im Paderborner Ükernviertel.

## Produkte
Die Brauerei bietet eine vielfältige Produktpalette an Bierspezialitäten und alkoholfreien Getränken, die alle in der 0,5-Liter-Bügelflasche abgefüllt und auch überregional vermarktet wurden. Die Biere liefen bis 2010 unter der Marke Josefsbräu, seitdem unter JOSEFS. Die alkoholfreien Getränke liefen bis 2019 unter dem Namen Josy und seitdem ebenfalls unter der Marke JOSEFS.

### Alkoholfreie Getränke von JOSEFS
- Faire Orange (Orangenlimonade)
- Faire Zitrone (Zitronenlimonade)
- Faire Cola und Cola light
- Fairer Eistee (Pfirsich, Zitrone, Granatapfel)
- Faires Wasser (medium)

### Bierspezialitäten
Die Biere wurden bis zum März 2010 unter der Marke Josefsbräu vertrieben. Seit April 2010 liefen die Biere unter der Marke JOSEFS. Das Grundkonzept der Marke JOSEFS wurde von Gregoriodesign aus Düsseldorf entwickelt.
- Pils
- Märzen
- Helles
- Weizen
- Dunkel
- Bockbier (saisonal)
- Radler

Das Bockbier wird jedes Jahr zum Josefstag am 19. März angestochen und ist saisonal begrenzt. Außerdem wird der Josefsbräu Bierbrand angeboten. Dieser wird von der Feindestillerie Geistreich in Willebadessen aus Bieren der JOSEFS Brauerei hergestellt.